# Перевалля
Перевалля, або Провалля (пол. Przewale, Пшевале) — село в Польщі, у гміні Тишівці Томашівського повіту Люблінського воєводства. Населення — 410 осіб (2011).

## Історія
За даними етнографічної експедиції 1869—1870 років під керівництвом Павла Чубинського, у селі здебільшого проживали греко-католики, усе населення розмовляло українською мовою.
24 грудня 1942 року німецькі жандарми провели арешти та розстріляли в селі 16 українців, з них 15-річну дівчину. Розстріл був акцією відплати за спалене господарство в колонії німців-фольксдойче в сусідніх Зубовичах, яке, як звітував Володимир Кубійович, було підпалене поляками, що до цього втекли зі Зубовичів і переховувалися в ближніх лісах. У час розстрілу в Перевалі перебували 337 поляків і 122 українці. У 1942—1944 роках польські шовіністи вбили в селі 15 українців.
6-15 липня 1947 року під час операції «Вісла» польська армія виселила зі села на приєднані до Польщі північно-західні терени 28 українців. У селі залишилося 126 поляків.
У 1975—1998 роках село належало до Замойського воєводства.

## Населення
Демографічна структура станом на 31 березня 2011 року:
|          | Загалом | Допрацездатний вік | Працездатний вік | Постпрацездатний вік |
| -------- | ------- | ------------------ | ---------------- | -------------------- |
| Чоловіки | 204     | 44                 | 139              | 21                   |
| Жінки    | 206     | 34                 | 118              | 54                   |
| Разом    | 410     | 78                 | 257              | 75                   |